# Чжен Ги Тхя
Чжен Ги Тхя (25 августа 1901 года, провинция Северный Хамгён, Корея — 12 января 1983 года, Бекабад, Ташкентская область) — звеньевой колхоза имени Будённого Нижне-Чирчикского района Ташкентской области, Узбекская ССР. Герой Социалистического Труда (1951).

## Биография
Родился в 1901 году в крестьянской семье в одном из сельских населённых пунктов провинции Северный Хамгён, Корея. В первом десятилетии XX века эмигрировал вместе родителями на российский Дальний Восток.
В 1915 году окончил семь классов неполной средней школы в деревне Таудеми Ольгинского уезда. С 1916 года занимался земледелием в частном сельском хозяйстве в деревне Нямхандон Сучанской волости Владивостокского округа. С 1931 года — счетовод колхоза «Новый путь» Булённовского района в селе Нямхандон. 
В 1937 году депортирован на спецпоселение в Ташкентскую область Узбекской ССР. С 1938 года — бригадир, звеньевой, заместитель председателя по животноводству, бригадир по строительству колхозной ГЭС колхоза «Красный Восток» Нижне-Чирчикского района. В 1946 году вступил в ВКП(б).
В 1950 году полеводческое звено под руководством Чжен Ги Тхя собрало в среднем с каждого гектара по 107,1 центнеров зеленцового стебля кенафа на участке площадью 4 гектара. Указом Президиума Верховного Совета СССР от 15 октября 1951 года удостоен звания Героя Социалистического Труда «за получение в 1950 году высоких урожаев зеленцового стебля кенафа на поливных землях при выполнении колхозами обязательных поставок и контрактации сельскохозяйственной продукции, натуроплаты за работу МТС и обеспеченности семенами всех культур для весеннего сева 1951 года» с вручением ордена Ленина и золотой медали «Серп и Молот».
С 1952 года — заведующий магазином, рядовой колхозник колхоза имени Будённого Нижне-Чирчикского района. С 1955 года — рядовой колхозник в Бекабадском районе Ташкентской области.
С 1957 года проживал в Таджикистане, где трудился в различных сельскохозяйственных предприятиях. В 1966 году возвратился в Узбекскую ССР. В течение одного года трудился сторожем отдела охраны Бекабадского отдела милиции.
Персональный пенсионер союзного значения. В последние годы своей жизни проживал в Бекабаде. Скончался в январе 1983 года.
Награды
- Герой Социалистического Труда
- Орден Ленина (1951)
- Орден Трудового Красного Знамени (1953)
- Медаль «За доблестный труд в Великой Отечественной войне 1941—1945 гг.»